# Фоссебрея

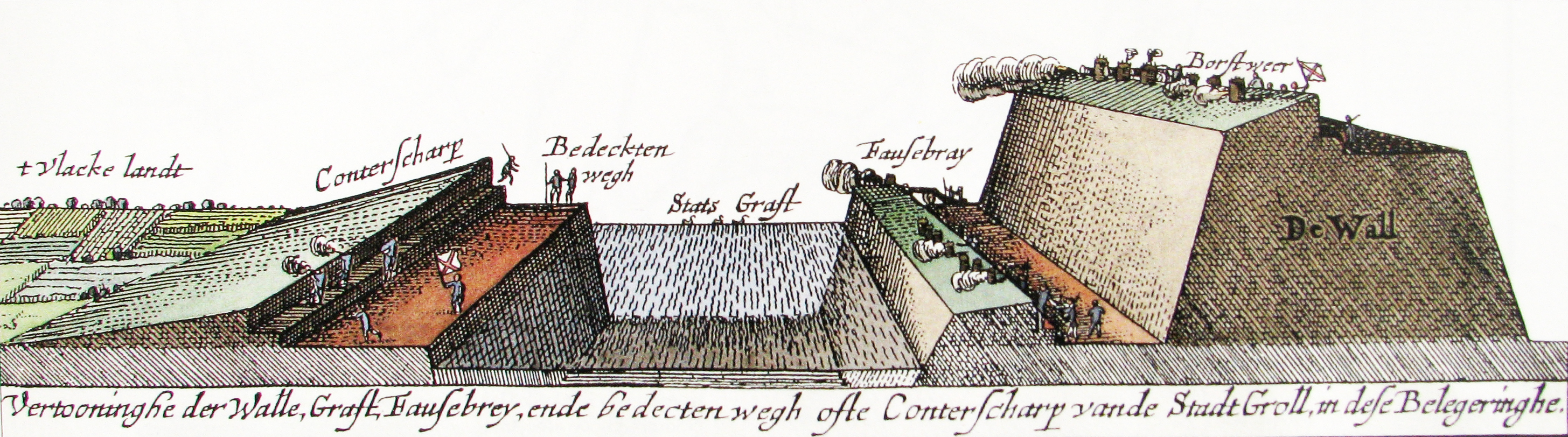
Фоссебрея справа

Фоссебрея, фосебрея (фр. fausse-braie — ложная насыпь) — тип фортификационного сооружения, дополнительный пониженный вал, находящийся между рвом и главным крепостным валом. Типичный элемент нидерландских крепостей XVII в. За фоссебреей обычно располагался прикрытый путь. Служила позицией для обороны водяного рва фронтальным ружейным огнём. Берёт своё начало от средневекового захаба.